# Lista di yokozuna
Yokozuna (横綱?) è il massimo grado che può essere raggiunto da un lottatore professionista di Sumo. In particolare si tratta del grado più alto del makuuchi (幕内?) o makunouchi (幕の内?), all'interno della tenda, ovvero la massima tra le sei divisioni del sumo professionistico.

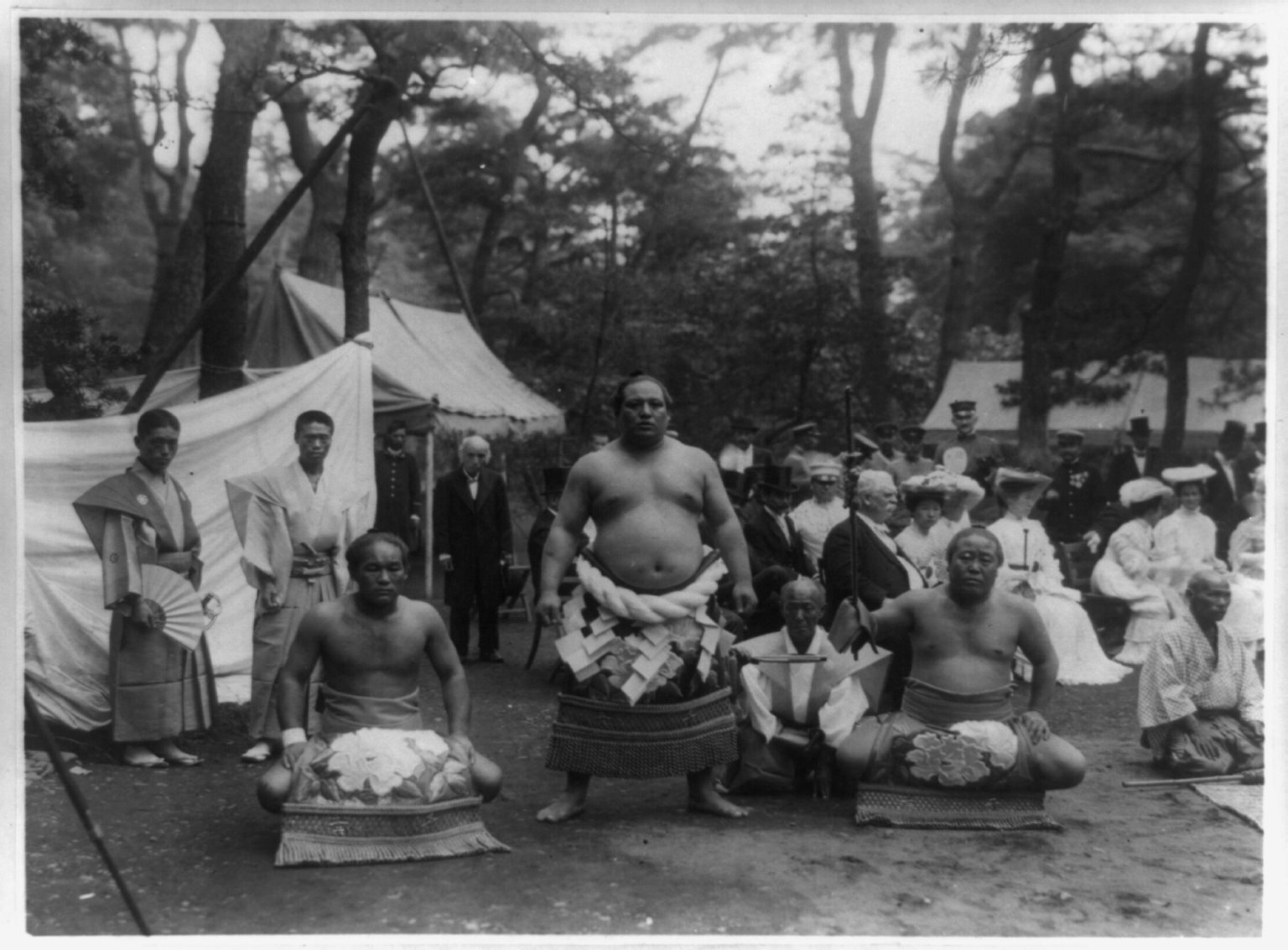
Hitachiyama Taniemon, il diciannovesimo yokozuna

Il termine significa letteralmente "corda orizzontale" e deriva dal simbolo più visibile del loro rango: il cordone (綱?, tsuna) che i lottatori portano legato attorno ai fianchi.

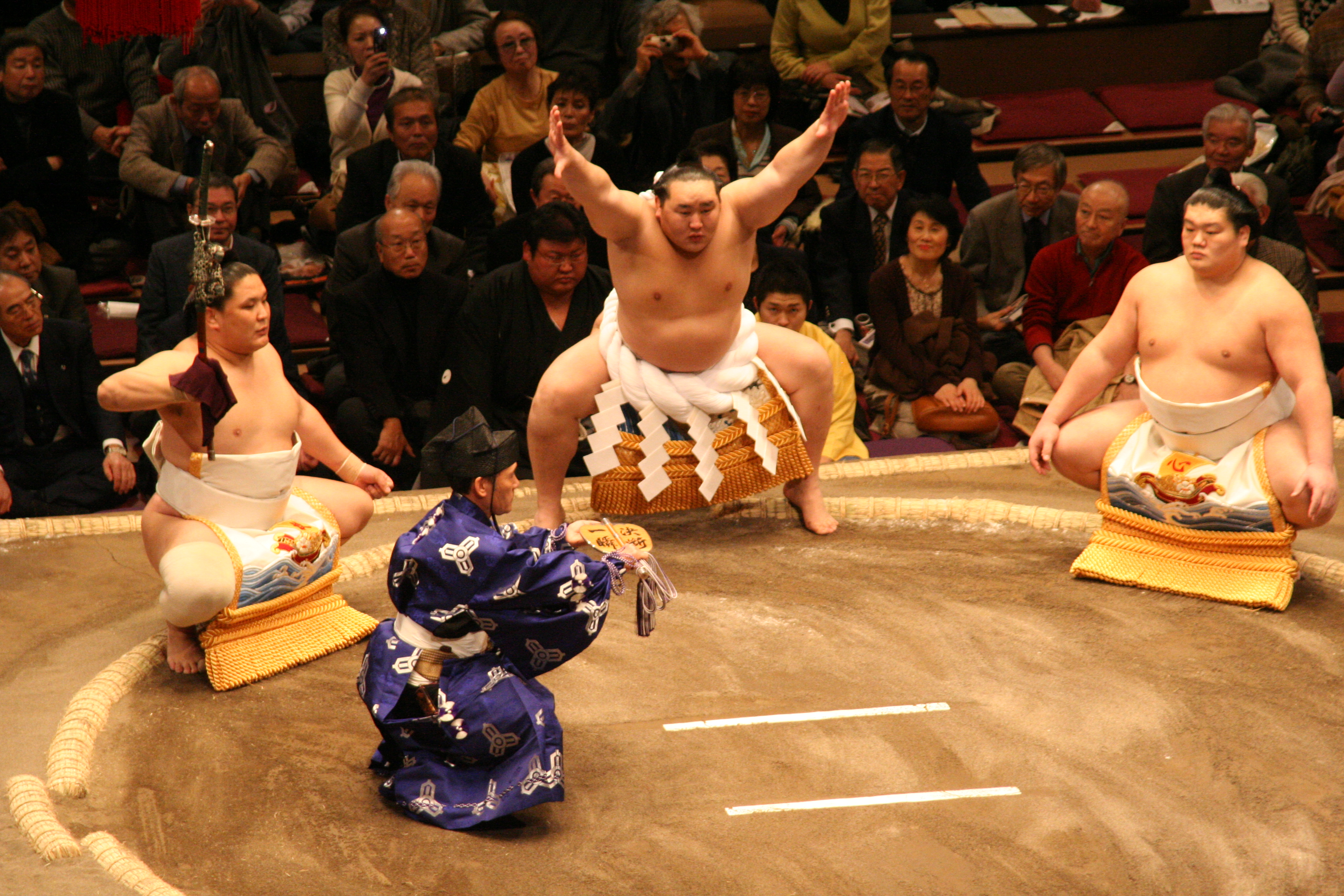
Dohyō-iri del 68° yokozuna Asashōryū accompagnato da i due "assistenti" (tachimochi (太刀持ち) e tsuyuharai (露払い)) e da un gyōji.

Tale corda è simile alla shimenawa (注連縄?) utilizzata per delimitare le aree sacre nello Shintoismo e, proprio come la shimenawa, serve per purificare e segnare il proprio contenuto.
La fune, che può pesare fino a 20 kg, non viene utilizzata durante gli incontri, ma viene indossata durante la cerimonia d'ingresso nella zona di combattimento (土俵入り?, dohyo-iri) dello yokozuna.
Un lottatore può raggiungere il grado di yokozuna se vince due tornei di fila (o in alternativa ottiene punteggi altrettanto degni) e possiede le qualità morali necessarie al titolo che saranno valutate da un apposito comitato nazionale. Una volta acquisito il grado, a differenza di ciò che accade per tutti gli altri livelli del sumo, lo yokozuna non può essere retrocesso.
Uno yokozuna diviene egli stesso una semi-divinità scintoista e riceverà un generoso vitalizio anche a fine carriera. Lo yokozuna deve incarnare l'ideale del lottatore di sumō, difatti nel caso non riuscisse a vincere otto scontri nel corso di un torneo non è retrocesso, ma ci si aspetterebbe il suo ritiro.

## Yokozuna attualmente in carica
| No. | Foto | SHIKONA e nome (in kanji)       | Data di nascita          | Luogo natale      | Esordio      | Promoz.     | Titoli in makuuchi | Heya        | Dohyo-iri |
| --- | ---- | ------------------------------- | ------------------------ | ----------------- | ------------ | ----------- | ------------------ | ----------- | --------- |
| 74  |      | HŌSHŌRYŪ Tomokatsu (豊昇龍智勝) | 22 maggio 1999 (26 anni) | Ulan Bator        | gennaio 2018 | marzo 2025  | 2                  | Tatsunami   | Unryū     |
| 75  |      | ŌNOSATO Daiki (大の里泰輝)      | 7 giugno 2000 (25 anni)  | Tsubata, Ishikawa | maggio 2023  | luglio 2025 | 4                  | Nishonoseki | Unryū     |

## Elenco
Attivo        In vita  ?  Dato incerto  †  Deceduto da yokozuna  ¤  Lasciato posizione e dimesso dalla Sumo Association
| No. | SHIKONA e nome (in kanji)             | Luogo natale             | Promoz. | Ritiro       | Dohyo-iri   | Titoli in makuuchi | Serie positiva | Nome post ritiro                                                      |
| --- | ------------------------------------- | ------------------------ | ------- | ------------ | ----------- | ------------------ | -------------- | --------------------------------------------------------------------- |
| 1   | AKASHI Shiganosuke (明石志賀之助)     | Utsunomiya, Tochigi      | ?       | 1649 ? †     |             | ?                  | ?              | -                                                                     |
| 2   | AYAGAWA Gorōji (綾川五郎次)           | ?, Tochigi               | ?       | 1765 ? †     |             | ?                  | ?              | -                                                                     |
| 3   | MARUYAMA Gondazaemon (丸山権太左衛門) | ?, Miyagi                | 1749    | 1749 †       |             | ?                  | ?              | -                                                                     |
| 4   | TANIKAZE Kajinosuke (谷風梶之助)      | Sendai, Miyagi           | 1789    | 1794 †       |             | 21                 | 63             | -                                                                     |
| 5   | ONOGAWA Kisaburō (小野川喜三郎)       | Otsu, Shiga              | 1789    | 1798         |             | 7                  | 32             | Onogawa                                                               |
| 6   | ŌNOMATSU Midorinosuke (阿武松緑之助)  | Fugeshi, Ishikawa        | 1828    | 1835         |             | 5                  | 18             | Onomatsu                                                              |
| 7   | INAZUMA Raigorō (稲妻雷五郎)          | Inashiki, Ibaraki        | 1829    | 1839         |             | 10                 | 33             | -                                                                     |
| 8   | SHIRANUI Dakuemon (不知火諾右衛門)    | Uto, Kumamoto            | 1840    | 1844         |             | 1                  | 16             | Minato                                                                |
| 9   | HIDENOYAMA Raigorō (秀の山雷五郎)     | Kesennuma, Miyagi        | 1847    | 1850         |             | 6                  | 30             | Hidenoyama                                                            |
| 10  | UNRYŪ Kyūkichi (雲龍久吉)             | Yamato, Fukuoka          | 1861    | 1865         | Shiranui    | 7                  | 16             | Oitekaze                                                              |
| 11  | SHIRANUI Kōemon (不知火光右衛門)      | Kikuchi, Kumamoto        | 1863    | 1869         | Unryū       | 3                  | 16             | Minato                                                                |
| 12  | JINMAKU Kyūgorō (陣幕久五郎)          | Yatsuka, Shimane         | 1867    | 1867         |             | 5                  | 25             | -                                                                     |
| 13  | KIMENZAN Tanigorō (鬼面山谷五郎)      | Yoro, Gifu               | 1869    | 1870         | Shiranui    | 7                  | 23             | -                                                                     |
| 14  | SAKAIGAWA Namiemon (境川浪右衛門)     | Ichikawa, Chiba          | 1877    | 1881         |             | 5                  | 26             | Sakaigawa                                                             |
| 15  | UMEGATANI Tōtarō I (梅ケ谷藤太郎)     | Asakura, Fukuoka         | 1884    | 1885         |             | 9                  | 58             | Ikazuchi                                                              |
| 16  | NISHINOUMI Kajirō I (西ノ海嘉治郎)    | Sendai, Kagoshima        | 1890    | 1896         |             | 2                  | 14             | Izutsu                                                                |
| 17  | KONISHIKI Yasokichi I (小錦八十吉)    | Sanbu, Chiba             | 1896    | 1901         |             | 7                  | 39             | Hatachiyama                                                           |
| 18  | ŌZUTSU Man'emon (大砲万右衛門)        | Shiroishi, Miyagi        | 1901    | 1908         |             | 2                  | 20             | Matsuchiyama                                                          |
| 19  | HITACHIYAMA Taniemon (常陸山谷右衛門) | Mito, Ibaraki            | 1903    | 1914         | Hitachiyama | 7                  | 32             | Dewanoumi                                                             |
| 20  | UMEGATANI Tōtarō II (梅ヶ谷藤太郎)    | Toyama, Toyama           | 1903    | 1915         | Unryū       | 3                  | 19             | Ikazuchi                                                              |
| 21  | WAKASHIMA Gonshirō (若島権四郎)       | Ichikawa, Chiba          | 1903    | 1907         |             | 4                  | 35             | Wakashima ¤                                                           |
| 22  | TACHIYAMA Mineemon (太刀山峰右衛門)   | Toyama, Toyama           | 1910    | 1917         | Shiranui    | 11                 | 56             | Azumazeki ¤                                                           |
| 23  | ŌKIDO Moriemon (大木戸森右衛門)       | ?, Hyōgo                 | 1913    | 1914         |             | 10                 | 28             | Minato                                                                |
| 24  | ŌTORI Tanigorō (鳳谷五郎)             | Inzai, Chiba             | 1914    | 1919         | Unryū       | 2                  | 14             | Miyagino                                                              |
| 25  | NISHINOUMI Kajirō II (西ノ海嘉治郎)   | Nishinoomote, Kagoshima  | 1915    | 1918         | Unryū       | 1                  | 14             | Izutsu                                                                |
| 26  | ŌNISHIKI Uichirō (大錦卯一郎)         | Osaka, Osaka             | 1917    | 1923         | Unryū       | 5                  | 28             | -                                                                     |
| 27  | TOCHIGIYAMA Moriya (栃木山守也)       | Shimotsuga, Tochigi      | 1918    | 1925         | Unryū       | 9                  | 29             | Kasugano                                                              |
| 28  | ŌNISHIKI Daigorō (大錦大五郎)         | Ama, Aichi               | 1918    | 1922         | Unryū       | 6                  | 11             | Asahiyama ￫ Ōnishiki                                                  |
| 29  | MIYAGIYAMA Fukumatsu (宮城山福松)     | Ichinoseki, Iwate        | 1922    | 1931         | Unryū       | 6                  | 15             | Shibatayama                                                           |
| 30  | NISHINOUMI Kajirō III (西ノ海嘉治郎)  | Aira, Kagoshima          | 1922    | 1928         | Unryū       | 1                  | 14             | Asakayama                                                             |
| 31  | TSUNENOHANA Kan'ichi (常ノ花寛市)     | Okayama, Okayama         | 1924    | 1930         | Unryū       | 10                 | 15             | Dewanoumi                                                             |
| 32  | TAMANISHIKI San'emon (玉錦三右衛門)   | Kochi, Kochi             | 1933    | 1938 †       | Unryū       | 9                  | 27             | -                                                                     |
| 33  | MUSASHIYAMA Takeshi (武蔵山武)        | Yokohama, Kanagawa       | 1936    | 1939         | Unryū       | 1                  | 13             | Dekiyama ￫ Shiranui ¤                                                 |
| 34  | MINANOGAWA Tōzō (男女ノ川登三)        | Tsukuba, Ibaraki         | 1937    | 1942         | Unryū       | 2                  | 16             | Minanogawa ¤                                                          |
| 35  | FUTABAYAMA Sadaji (双葉山定次)        | Usa, Oita                | 1938    | 1945         | Unryū       | 12                 | 69             | Futabayama ￫ Tokitsukaze                                              |
| 36  | HAGUROYAMA Masaji (羽黒山政司)        | Nishikanbara, Niigata    | 1942    | 1953         | Shiranui    | 7                  | 32             | Hagurosan ￫ Tatsunami                                                 |
| 37  | AKINOUMI Setsuo (安藝ノ海節男)        | Hiroshima, Hiroshima     | 1943    | 1946         | Unryū       | 1                  | 20             | Shiranuhi ￫ Fujishima ¤                                               |
| 38  | TERUKUNI Manzō (照國万蔵)             | Ogachi, Akita            | 1943    | 1953         | Unryū       | 2                  | 17             | Araiso ￫ Isegahama                                                    |
| 39  | MAEDAYAMA Eigorō (前田山英五郎)       | Nishiuwa, Ehime          | 1947    | 1949         | Unryū       | 1                  | 13             | Takasago                                                              |
| 40  | AZUMAFUJI Kin'ichi (東富士欽壱)       | Taito, Tokyo             | 1949    | 1954         | Unryū       | 6                  | 16             | Nishikido ¤                                                           |
| 41  | CHIYONOYAMA Masanobu (千代の山雅信)   | Matsumae, Hokkaido       | 1951    | 1959         | Unryū       | 6                  | 16             | Chiyonoyama ￫ Kokonoe                                                 |
| 42  | KAGAMISATO Kiyoji (鏡里喜代治)        | Sannohe, Aomori          | 1953    | 1958         | Unryū       | 4                  | 17             | Kyōri ￫ Kumekawa ￫ Tatsutagawa ￫ Tokitsukaze ￫ Tatsutagawa ￫ Nijūyama |
| 43  | YOSHIBAYAMA Junnosuke e(吉葉山潤之輔) | Atsuta, Hokkaido         | 1954    | 1958         | Shiranui    | 1                  | 15             | Yoshibayama ￫ Miyagino                                                |
| 44  | TOCHINISHIKI Kiyotaka (栃錦清隆)      | Edogawa, Tokyo           | 1955    | 1960         | Unryū       | 10                 | 24             | Kasugano                                                              |
| 45  | WAKANOHANA Kanji I (若乃花幹)         | Hirosaki, Aomori         | 1958    | 1962         | Unryū       | 10                 | 24             | Futagoyama ￫ Fujishima                                                |
| 46  | ASASHIO Tarō III (朝潮太郎)           | Kobe, Hyogo              | 1959    | 1961         | Unryū       | 5                  | 12             | Asashio ￫ Furiwake ￫ Takasago                                         |
| 47  | KASHIWADO Tsuyoshi (柏戸剛)           | Higashitagawa, Yamagata  | 1961    | 1969         | Unryū       | 5                  | 15             | Kagamiyama                                                            |
| 48  | TAIHŌ Kōki (大鵬幸喜)                 | Kawakami, Hokkaido       | 1961    | 1971         | Unryū       | 32                 | 45             | Taihō                                                                 |
| 49  | TOCHINOUMI Teruyoshi (栃ノ海晃嘉)     | Minamitsugaru, Aomori    | 1964    | 1966         | Unryū       | 3                  | 17             | Tochinoumi ￫ Chūritsu ￫ Kasugano ￫ Takenawa                           |
| 50  | SADANOYAMA Shinmatsu (佐田の山晋松)   | Minamimatsuura, Nagasaki | 1965    | 1968         | Unryū       | 6                  | 25             | Dewanōmi ￫ Sakaigawa ￫ Chūritsu                                       |
| 51  | TAMANOUMI Masahiro (玉の海正洋)       | Gamagori, Aichi          | 1970    | 1971 (morte) | Shiranui    | 6                  | 19             | -                                                                     |
| 52  | KITANOFUJI Katsuaki (北の富士勝昭)    | Asahikawa, Hokkaido      | 1970    | 1974         | Unryū       | 10                 | 21             | Izutsu ￫ Kokonoe ￫ Jinmaku                                            |
| 53  | KOTOZAKURA Masakatsu (琴櫻傑将)       | Kurayoshi, Tottori       | 1973    | 1974         | Shiranui    | 5                  | 18             | Shiratama ￫ Sadogatake                                                |
| 54  | WAJIMA Hiroshi (輪島大士)             | Nanao, Ishikawa          | 1973    | 1981         | Unryū       | 14                 | 27             | Hanakago ¤                                                            |
| 55  | KITANOUMI Toshimitsu (北の湖敏満)     | Usu, Hokkaido            | 1974    | 1985         | Unryū       | 24                 | 32             | Kitanoumi                                                             |
| 56  | WAKANOHANA Kanji II (若乃花幹士)      | Minamitsugaru, Aomori    | 1978    | 1983         | Unryū       | 4                  | 26             | Wakanohana ￫ Makaki                                                   |
| 57  | MIENOUMI Tsuyoshi (三重ノ海剛司)      | Matsusaka, Mie           | 1979    | 1980         | Unryū       | 3                  | 24             | Yamashina ￫ Musashigawa ¤                                             |
| 58  | CHIYONOFUJI Mitsugu (千代の富士貢)    | Matsumae, Hokkaido       | 1981    | 1991         | Unryū       | 31                 | 53             | Jinmaku ￫ Kokonoe                                                     |
| 59  | TAKANOSATO Toshihide (隆の里俊英)     | Minamitsugaru, Aomori    | 1983    | 1986         | Shiranui    | 4                  | 21             | Naruto                                                                |
| 60  | FUTAHAGURO Kōji (双羽黒光司)          | Tsu, Mie                 | 1986    | 1987         | Shiranui    | 0                  | 13             | -                                                                     |
| 61  | HOKUTOUMI Nobuyoshi (北勝海信芳)      | Hiroo, Hokkaido          | 1987    | 1992         | Unryū       | 8                  | 20             | Okutoumi ￫ Hakkaku                                                    |
| 62  | ŌNOKUNI Yasushi (大乃国康)            | Kasai, Hokkaido          | 1987    | 1991         | Unryū       | 2                  | 19             | Ōnokuni ￫ Shibatayama                                                 |
| 63  | ASAHIFUJI Seiya (旭富士正也)          | Nishitsugaru, Aomori     | 1990    | 1992         | Shiranui    | 4                  | 24             | Asahifuji ￫ Ajigawa ￫ Isegahama ￫ Miyagino                            |
| 64  | AKEBONO Tarō (曙太郎)                 | Waimānalo, Hawaii        | 1993    | 2001         | Unryū       | 11                 | 16             | Akebono ¤                                                             |
| 65  | TAKANOHANA Kōji (貴乃花光司)          | Nakano, Tokyo            | 1995    | 2003         | Unryū       | 22                 | 30             | Takanohana ¤                                                          |
| 66  | WAKANOHANA Masaru (若乃花勝)          | Nakano, Tokyo            | 1998    | 2000         | Shiranui    | 5                  | 14             | Fujishima ¤                                                           |
| 67  | MUSASHIMARU Kōyō (武蔵丸光洋)         | ?                        | 1999    | 2003         | Unryū       | 12                 | 22             | Musashimaru ￫ Furiwake ￫ Ōshima ￫ Musashigawa                         |
| 68  | ASASHŌRYŪ Akinori (朝青龍明徳)        | Ulan Bator               | 2003    | 2010         | Unryū       | 25                 | 35             | -                                                                     |
| 69  | HAKUHŌ Shō (白鵬翔)                   | Ulan Bator               | 2007    | 2021         | Shiranui    | 45                 | 63             | Magaki ￫ Miyagino ¤                                                   |
| 70  | HARUMAFUJI Kōhei (日馬富士公平)       | Ulan Bator               | 2012    | 2017         | Shiranui    | 9                  | 32             | -                                                                     |
| 71  | KAKURYŪ Rikisaburō (鶴竜力三郎)       | Sükhbaatar               | 2014    | 2021         | Unryū       | 6                  | 16             | Kakuryū                                                               |
| 72  | KISENOSATO Yutaka (稀勢の里寛)        | Ushiku, Ibaraki          | 2017    | 2019         | Unryū       | 2                  | 18             | Araiso ￫ Nishonoseki                                                  |
| 73  | TERUNOFUJI Haruo (照ノ富士春雄)       | Ulan Bator               | 2021    | 2025         | Shiranui    | 10                 | 23             | Terunofuji ￫ Isegahama                                                |
| 74  | HŌSHŌRYŪ Tomokatsu (豊昇龍智勝)       | Ulan Bator               | 2025    | attivo       | Unryū       | 2                  | 9              |                                                                       |
| 75  | ŌNOSATO Daiki (大の里泰輝)            | Tsubata, Ishikawa        | 2025    | attivo       | Unryū       | 4                  | 16             |                                                                       |

## Statistiche

### Per Nazione
| #  | Nazione         | attivi |
| -- | --------------- | ------ |
| 67 | Giappone        | 1      |
| 6  | Mongolia        | 1      |
| 1  | Samoa Americane | -      |
| 1  | Stati Uniti     | -      |

### Per Prefettura del Giappone

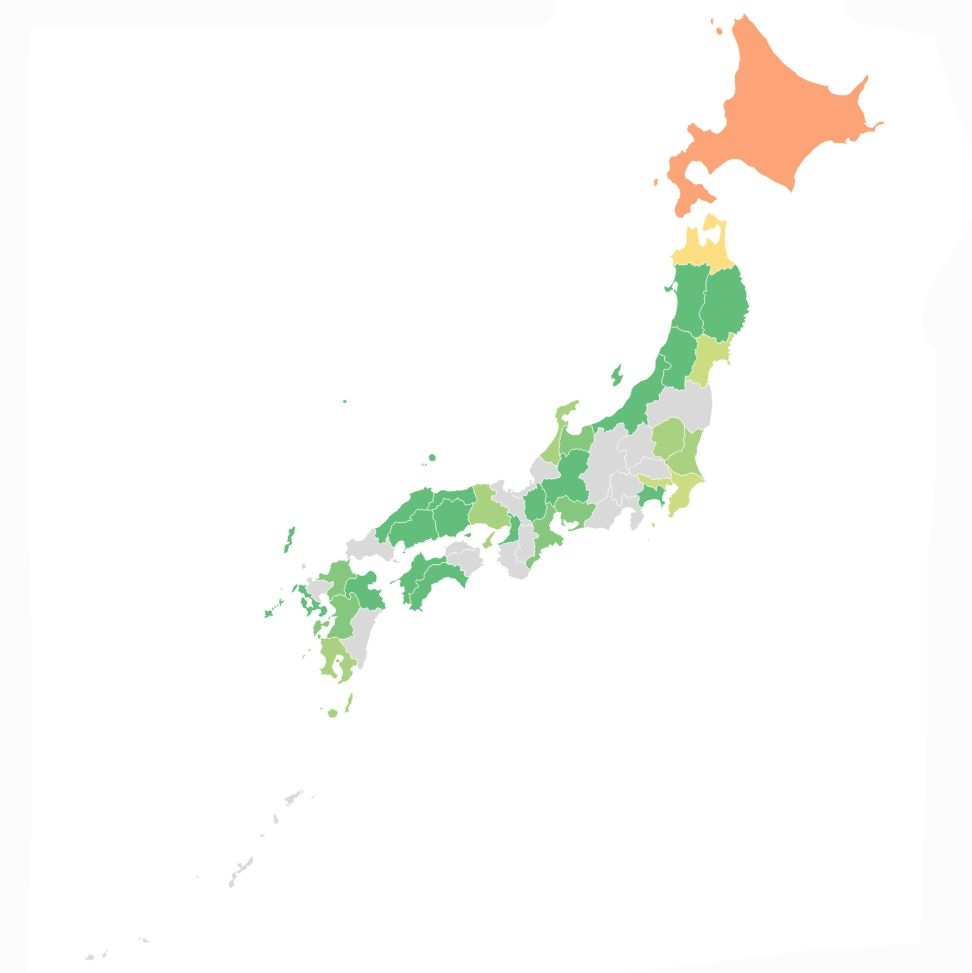
Legenda: =10 =9 =8 =7 =6 =5 =4 =3 =2 =1

| # | Prefettura | attivi |
| - | ---------- | ------ |
| 8 | Hokkaidō   | -      |
| 6 | Aomori     | -      |
| 4 | Chiba      | -      |
| 4 | Miyagi     | -      |
| 4 | Tokyo      | -      |
| 3 | Hyōgo      | -      |
| 3 | Ibaraki    | -      |
| 3 | Ishikawa   | 1      |
| 3 | Kagoshima  | -      |
| 3 | Tochigi    | -      |
| 2 | Aichi      | -      |
| 2 | Fukuoka    | -      |
| 2 | Kumamoto   | -      |
| 2 | Mie        | -      |
| 2 | Toyama     | -      |
| 1 | Akita      | -      |
| 1 | Ehime      | -      |
| 1 | Gifu       | -      |
| 1 | Hiroshima  | -      |
| 1 | Iwate      | -      |
| 1 | Kanagawa   | -      |
| 1 | Kochi      | -      |
| 1 | Nagasaki   | -      |
| 1 | Niigata    | -      |
| 1 | Ōita       | -      |
| 1 | Okayama    | -      |
| 1 | Osaka      | -      |
| 1 | Shiga      | -      |
| 1 | Shimane    | -      |
| 1 | Tottori    | -      |
| 1 | Yamagata   | -      |

## Timeline
Attivo        In vita        Deceduto